# Laure Guille-Bataillon
Laure Guille-Bataillon (1928-6 de marzo de 1990), fue una hispanista, traductora y crítica literaria francesa.

## Biografía
Laure Guille-Bataillon realizó estudios superiores de lingüística y se licenció en estudios superiores de español en la Universidad de París. Fue la fundadora de A.T.L.A.S. (Assises de la Traduction Littéraire en Arles - Collège International des Traducteurs), y su presidenta hasta 1987. También fue miembro fundadora de la ATLF (Association des Traducteurs Littéraires de France), y su presidenta desde 1981 hasta 1985. Fue miembro de varios jurados literarios, incluido el Gran Premio Nacional de la Traducción hasta 1987. 
En 1986 creó el "Premio a la mejor obra de ficción traducida al francés durante el año" en cooperación con las ciudades de Nantes y de Santo-Nazaire. Tras su muerte, que fue el 6 de marzo de 1990, este premio literario tomó el nombre de "Premio Laure Bataillon".
Desde 1957, fue traductora de literatura latinoamericana en Francia bajo los nombres de Laure Guille, Laure Guille-Bataillon y Laure Bataillon.
Ha dado a conocer al público francófono, entre otros: Julio Cortázar (1961), Manuel Puig (1969), Juan Carlos Onetti (1977), Felisberto Hernández (1975), Antonio Di Benedetto (1979), Antonio Skármeta (1979), Arnaldo Calveyra (1983), Miguel de Francisco (1989).
Laure Guille se casó con el traductor y autor Philippe Bataillon (nacido en 1928), hermano del geógrafo Claude Bataillon (nacido en 1931) e hijo de Marcel Bataillon (1895-1977) militante y pacifista hispanohablante.

## Premios
- 1988: Premio de literatura traducida, por su traducción de L'ancêtre (El ancestro) de Juan José Saer.
- 1989: Miembro de la Orden de las Artes y las Letras